# Open Castilla y León 2000
L'Open Castilla y León 2000 è stato un torneo di tennis facente parte della categoria ATP Challenger Series nell'ambito dell'ATP Challenger Series 2000. Il torneo si è giocato a Segovia in Spagna dal 31 luglio al 6 agosto 2000 su campi in cemento.

## Vincitori

### Singolare
Sergi Bruguera ha battuto in finale  Jan Siemerink che si è ritirato sul punteggio di 7–5, 3–6, 0–1

### Doppio
Ashley Fisher /  Jason Weir-Smith hanno battuto in finale  Jordan Kerr /  Damien Roberts 7–6(5), 6–1